# Championnats d'Afrique de badminton 2023
Navigation
Kampala 2022 Le Caire 2024
Les championnats d'Afrique de badminton 2023 se déroulent du 17 au 19 février 2023 à Benoni, en Afrique du Sud.

## Médaillés
| Épreuve       | Or                             | Argent                                 | Bronze                             |
| ------------- | ------------------------------ | -------------------------------------- | ---------------------------------- |
| Simple hommes | Anuoluwapo Juwon Opeyori       | Georges Julien Paul                    | Robert Summers                     |
| Simple hommes | Anuoluwapo Juwon Opeyori       | Georges Julien Paul                    | Brian Kasirye                      |
| Simple dames  | Fadilah Shamika Mohamed Rafi   | Johanita Scholtz                       | Husina Kobugabe                    |
| Simple dames  | Fadilah Shamika Mohamed Rafi   | Johanita Scholtz                       | Yasmina Chibah                     |
| Double hommes | Jarred Elliott Robert Summers  | Mohamed Abderrahime Belarbi Adel Hamek | Youcef Sabri Medel Koceila Mammeri |
| Double hommes | Jarred Elliott Robert Summers  | Mohamed Abderrahime Belarbi Adel Hamek | Aaron Assing Xavier Chan Fung Ting |
| Double dames  | Amy Ackerman Deidre Laurens    | Yasmina Chibah Linda Mazri             | Husina Kobugabe Gladys Mbabazi     |
| Double dames  | Amy Ackerman Deidre Laurens    | Yasmina Chibah Linda Mazri             | Célia Mounib Tanina Mammeri        |
| Double mixte  | Koceila Mammeri Tanina Mammeri | Adham Hatem Elgamal Doha Hany          | Robert White Deidre Laurens        |
| Double mixte  | Koceila Mammeri Tanina Mammeri | Adham Hatem Elgamal Doha Hany          | Jarred Elliott Amy Ackerman        |

## Tableau des médailles
- Pays organisateur (Afrique du Sud)

| Rang  | Nation         | Or | Argent | Bronze | Total |
| ----- | -------------- | -- | ------ | ------ | ----- |
| 1     | Afrique du Sud | 2  | 1      | 3      | 6     |
| 2     | Algérie        | 1  | 2      | 3      | 6     |
| 3     | Ouganda        | 1  | 0      | 3      | 4     |
| 4     | Nigeria        | 1  | 0      | 0      | 1     |
| 5     | Égypte         | 0  | 1      | 0      | 1     |
| 5     | Maurice        | 0  | 1      | 0      | 1     |
| 7     | La Réunion     | 0  | 0      | 1      | 1     |
| Total | Total          | 5  | 5      | 10     | 20    |